# Lamponidae
Lamponidae là một họ nhện. Họ này gồm có 23 chi và 191 loài.

## Các chi
Phân loại theo Joel Hallan Biology Catalog.
- Centrothelinae Platnick, 2000

- Asadipus Simon, 1897 (Úc)
- Bigenditia Platnick, 2000 (Úc)
- Centrocalia Platnick, 2000 (New Caledonia)
- Centroina Platnick, 2002 (Úc)
- Centrothele L. Koch, 1873 (Úc)
- Centsymplia Platnick, 2000 (Úc)
- Graycassis Platnick, 2000 (Úc)
- Longepi Platnick, 2000 (Úc)
- Notsodipus Platnick, 2000 (Úc)
- Prionosternum Dunn, 1951 (Úc)
- Queenvic Platnick, 2000 (Úc)

- Lamponinae Simon, 1893

- Lampona Thorell, 1869 (Úc)
- Lamponata Platnick, 2000 (Úc)
- Lamponega Platnick, 2000 (Úc)
- Lamponella Platnick, 2000 (Úc)
- Lamponicta Platnick, 2000 (Úc)
- Lamponina Strand, 1913 (Úc)
- Lamponoides Platnick, 2000 (Úc)
- Lamponova Platnick, 2000 (Australia, New Zealand)
- Lamponusa Platnick, 2000 (Úc)
- Platylampona Platnick, 2004 (Úc)

- Pseudolamponinae Platnick, 2000

- Paralampona Platnick, 2000 (Úc)
- Pseudolampona Platnick, 2000 (Úc)